# Promised Land (퀸스라이크의 음반)
| 전문가 평가                      | 전문가 평가 |
| 평가 점수                        | 평가 점수   |
| 출처                             | 점수        |
| -------------------------------- | ----------- |
| AllMusic                         | [ 1 ]       |
| Chicago Tribune                  | [ 2 ]       |
| Collector's Guide to Heavy Metal | 5/10        |
| Entertainment Weekly             | C+          |
| Q                                | [ 5 ]       |

《Promised Land》는 미국의 헤비 메탈 밴드 퀸스라이크의 다섯 번째 스튜디오 음반이자 역대 최고 차트 기록이다. 이 음반은 1994년 10월 18일 EMI가 《Empire》 음반을 성공적으로 발매한 지 4년 만에 발매했다. 이 음반은 2003년 6월 10일 보너스 트랙이 포함된 리마스터 에디션으로 재발매되었다.

## 배경
이 음반은 드러머 스콧 로켄필드가 작곡한 음악적인 구체적인 시퀀스인 〈9:28 a.m.〉로 시작된다. 밴드는 영화적이고 분위기 있는 인트로를 만들고 싶었고, 로켄필드는 무언가를 만들 수 있는 완전한 자유를 얻었다. 로켄필드는 휴대용 ADAT 테이프 레코더를 사용하여 자연스러운 사운드를 녹음했고, 이를 통해 효과음을 처리하고 직접 음향 효과를 설계했다. 녹음된 사운드 중 일부는 〈Disconnected〉의 기차 소리와 같은 다른 트랙에 나타난다. 〈9:28 a.m.〉은 죽음에서 영혼이 이더를 거쳐 환생으로 거듭나고 우는 아기의 소리가 이어진다. 제목은 로켄필드가 태어난 시간을 나타낸다.
〈9:28 a.m.〉은 〈I Am I〉로 세분화된다. 이 노래는 타악기를 배경으로 한 헤비 리프와 제프 테이트의 보컬에 의해 구동된다. 크리스 디가모는 기타 솔로뿐만 아니라 첼로와 시타 파트를 연주한다. 거의 4분 후에는 단순한 헤비 로커인 〈Damaged〉로 합쳐진다.
〈Out of Mind〉와 후속작인 〈Bridge〉는 크리스 디가모가 가사를 쓴 조용한 어쿠스틱 곡이다. 마지막 곡은 《Promised Land》 세션 중에 사망한 아버지와의 관계를 다룬다.

## 곡 목록
| #   | 제목               | 작사·작곡                                        | 재생 시간 |
| --- | ------------------ | ------------------------------------------------ | --------- |
| 1.  | 〈9:28 a.m.〉      | 스콧 로켄필드                                    | 1:44      |
| 2.  | 〈I Am I〉         | 크리스 디가모, 제프 테이트                       | 3:57      |
| 3.  | 〈Damaged〉        | 디가모, 테이트                                   | 3:58      |
| 4.  | 〈Out of Mind〉    | 디가모                                           | 4:35      |
| 5.  | 〈Bridge〉         | 디가모                                           | 3:29      |
| 6.  | 〈Promised Land〉  | 디가모, 에디 잭슨, 로켄필드, 테이트, 마이클 윌턴 | 7:58      |
| 7.  | 〈Disconnected〉   | 로켄필드, 테이트                                 | 4:45      |
| 8.  | 〈Lady Jane〉      | 디가모                                           | 4:14      |
| 9.  | 〈My Global Mind〉 | 디가모, 로켄필드, 테이트, 윌턴                   | 4:21      |
| 10. | 〈One More Time〉  | 디가모, 윌턴                                     | 4:18      |
| 11. | 〈Someone Else?〉  | 디가모, 윌턴                                     | 4:44      |

## 인증
| 국가                       | 인증     | 판매량/출하량 |
| -------------------------- | -------- | ------------- |
| 캐나다 (뮤직 캐나다)       | 골드     | 50,000^       |
| 미국 (RIAA)                | 플래티넘 | 1,000,000^    |
| ^출하량을 기반으로 한 인증 |          |               |